# Promitobates hatschbachi
Promitobates hatschbachi is een hooiwagen uit de familie Gonyleptidae.